# Country Music (álbum)
Country Music es el sexagesimotercer álbum de estudio del músico estadounidense Willie Nelson publicado por la compañía discográfica Rounter Records el 20 de abril de 2010. El álbum recopila varios clásicos del género country producidos por T Bone Burnett.

## Grabación
Country Music incluye una recolección de clásicos de la música country que reflejan su ideal del género musical, según Nelson, incluyendo mandolinas, violines y guitarras. Nelson y el productor T Bone Burnett tuvieron la idea de grabar un álbum juntos mientras jugaban al golf en California. El álbum fue grabado en Nashville. Nelson comentó: "Nos aventuramos en todo tipo de música pero es música country. Nadie puede negar el hecho de que sean canciones country".

## Lista de canciones
| N.º | Título                              | Escritor(es)                 | Duración |  |
| 1.  | «Man with the Blues»                | Nelson                       | 2:21     |  |
| 2.  | «Seaman's Blues»                    | Billy Talmadge, Ernest Tubb  | 3:22     |  |
| 3.  | «Dark as a Dungeon»                 | Merle Travis                 | 4:49     |  |
| 4.  | «Gotta Walk Alone»                  | Weldon Allard, John Hathcock | 2:13     |  |
| 5.  | «Satan Your Kingdom Must Come Down» | Tradicional                  | 3:19     |  |
| 6.  | «My Baby's Gone»                    | Hazel Houser                 | 5:05     |  |
| 7.  | «Freight Train Boogie»              | Jim Scott/Robert Nabor       | 2:39     |  |
| 8.  | «A Satisfied Mind»                  | Joe "Red" Hayes, Jack Rhodes | 3:52     |  |
| 9.  | «You Done Me Wrong»                 | George Jones, Ray Price      | 3:12     |  |
| 10. | «Pistol Packin' Mama»               | Al Dexter                    | 2:36     |  |
| 11. | «Ocean of Diamonds»                 | Cliff Carnahan               | 3:36     |  |
| 12. | «Drinking Champagne»                | Bill Mack Smith              | 3:42     |  |
| 13. | «I Am a Pilgrim»                    | Tradicional                  | 4:52     |  |
| 14. | «House of Gold»                     | Hank Williams                | 4:43     |  |
| 15. | «Nobody's Fault but Mine»           | Tradicional                  | 4:26     |  |

## Personal
- Willie Nelson - voz y guitarra acústica.
- Jim Lauderdale - coros.
- Buddy Miller - guitarra eléctrica y coros.
- Chris Sharp - guitarra acústica y coros.
- Dennis Crouch – contrabajo.
- Riley Baugus – banjo.
- Ronnie McCoury - mandolina.
- Mike Compton - mandolina.
- Russell Pahl - pedal steel.
- Stuart Duncan - violín.
- Shad Cobb - violín.
- Mickey Raphael - armónica.

## Posición en listas
| País           | Lista              | Posición |
| -------------- | ------------------ | -------- |
| Estados Unidos | Top Country Albums | 4        |
| Estados Unidos | Billboard 200      | 20       |